# Kvinnsam
| Kvinnsam |
| --- |
| Svenskt kvinnobiografiskt lexikon, ett av Kvinnsams samarbetsprojekt, invigs på Humanistiska biblioteket 8 mars 2018. - Betydelse – nationellt bibliotek för kvinno-, mans- och genusforskning. - Bakgrund – Kvinnohistoriskt arkiv, grundat 1958 - Förvaltare – Göteborgs universitetsbibliotek, placerat på Humanistiska biblioteket - Exempel på databaser – Kvinnsam, Gena, Greda, Jämda, Bilddatabasen, Queerlit, SKBL |

Kvinnsam (marknadsfört som KvinnSam), tidigare känt som Kvinnohistoriska samlingarna och grundat 1958 som Kvinnohistoriskt arkiv, är ett nationellt bibliotek för kvinno-, mans- och genusforskning. Kvinnsam är baserat i Göteborg och öppet för allmänheten. Samlingarna tillhör Göteborgs universitetsbibliotek och är placerat på Humanistiska biblioteket. 
Till Kvinnsams ansvar och uppgifter hör att samla, bevaka och organisera material rörande genusfrågor. Till detta material hör allt från forskning till broschyrer och aktuell debatt. Samlingarna innehåller även ett handskriftsarkiv. 

## Historia
Kvinnohistoriskt arkiv, som det hette från början, grundades 1958, av Eva Pineus (ordförande i Fredrika Bremerförbundets Göteborgsavdelning) samt Rosa Malmström och Asta Ekenvall. De båda senare var bibliotekarier vid Göteborgs universitetsbibliotek. Kvinnohistoriskt arkiv bildades för att man dels ville synliggöra kvinnors historia och dels för att det var svårt att hitta det material som handlade om kvinnor på biblioteken. Bakom initiativet fanns tre huvudsakliga avsikter:
- Att förteckna och katalogisera litteratur om kvinnor, eftersom det ofta var svårt att få fram det material som rörde kvinnor. För detta ändamål skapades också en särskild ämnesordslista.
- Att samla arkivmaterial som var kvinnohistoriskt intressant och spara det för framtida forskning. Detta inkluderade material ur kvinnorörelsen och från olika kvinnoföreningar.
- Att underlätta för kvinnliga forskare att publicera sig. Därför startades skriftserien Kvinnohistoriskt arkiv, som gavs ut i 21 volymer mellan åren 1958 och 1994.[2]

Mellan åren 1958 och 1971 drevs Kvinnohistoriskt arkiv med hjälp av ideella krafter, stipendier och fonder. I mitten på 1960-talet hade det väckts motioner med begäran om en bibliotekarietjänst vid Kvinnohistoriskt arkiv, men motionerna fick avslag. En ny motion lades 1970 och avslogs även den.
Trots avslag resulterade den i att den första bibliotekarietjänsten inrättades 1971, detta efter att Göteborgs universitetsbibliotek tagit upp tjänsten i sin anslagsframställan 1971/72. Riksdagen beviljade då efter flera års påtryckning medel till en bibliotekarietjänst med pengar från utbildningsdepartementet. 2012 finns det cirka 5,5 heltidstjänster på Kvinnsam.
1997 blev Kvinnsam ansvarsbibliotek, med ett nationellt ansvar för informationsförsörjningen inom genusvetenskap samt kvinno- och mansforskning. Kvinnsam har fortfarande ett visst nationellt ansvar inom genusområdet, trots att systemet med ansvarsbibliotek numera är avskaffat.
Sedan 2018 är Kvinnsam en gemensam forskningsplattform inom hela Göteborgs universitet. Samma år presenterades Svenskt kvinnobiografiskt lexikon, där Kvinnsam är främsta samarbetspartner.

## Verksamhet

### Databaser
Kvinnsam producerar flera databaser: 
- Kvinnsam (marknadsförd som KVINNSAM[1]) är Nordens största specialdatabas för kvinno-, mans- och genusforskning. Den innehåller mer än 140 000 poster[6] och växer med cirka 3 000 poster per år.[7]
- Gena (Genusavhandlingar) förtecknar svenska doktorsavhandlingar inom kvinno-, mans- och genusforskning. I Gena finns avhandlingar från 1960 och framåt.
- Greda (Gender Researchers Database) innehåller presentationer av svenska genusforskare. Både Gena och Greda är utvecklade i samarbete med Nationella sekretariatet för genusforskning.
- Jämda (jämställdhetssdatabasen) invigdes 1 december 2009. Databasen innehåller litteratur från 1990 och framåt, i första hand rörande jämställdhet och jämställdhetsintegrering. Även denna har uppkommit genom samarbete med Nationella sekretariatet för genusforskning. I Jämda finner man hänvisningar till eller länkar till statliga utredningar, doktorsavhandlingar, rapporter, lagar, handböcker med mera i fulltext.
- Bilddatabasen innehåller ett urval av bilder och fotografier ur Kvinnsams handskriftsarkiv.
- Queerlit är den nyaste av databaserna, invigd 14 februari 2023. Den listar svensk skönlitteratur med HBTQ-tema.[8]

Indexeringen av materialet i databaserna sker med hjälp av en för ämnena specifikt utvecklad ämnesordlista som utgår från ett kvinnoperspektiv. Exempel: ämnesordet "poliser" avser kvinnliga poliser, medan för manliga poliser används "poliser: män".

### Samlingarna
I Kvinnsams läsesal finns boksamlingen med hyllplacering ÖM Kvinn. Böckerna är sökbara i databasen Kvinnsam, i Göteborgs universitetsbiblioteks söktjänst Supersök samt i den nationella söktjänsten Libris. I Kvinnsams slutna magasin finns äldre material som är förtecknat i den gamla kortkatalogen i läsesalen. Den största samlingen av genustidskrifter i Sverige, ett hundratal tidskrifter, finns på Kvinnsam. 

#### Klippsamling
På Kvinnsam finns en omfattande klippsamling. I den finns tidningsklipp från förra sekelskiftet fram till ungefär år 2000. När Kvinnohistoriskt arkiv grundades på 1950-talet fick man en hel del material från olika kvinnor – inklusive klippsamlingar. Det innebär att man kan följa en debatt (till exempel abortdebatten) under flera årtionden. Kvinnliga präster är ett annat ämne som det finns mycket material om.  

#### Arkiv och handskrifter
I Kvinnsams arkiv finns handskrifter och annat källmaterial. Större delen av materialet är från 1900-talets första hälft, från rösträttskampen och tiden därefter. Samlingen innehåller arkiv med brev, bilder, dagböcker, manuskript med mera, av och om enskilda kvinnor. I personarkivet finns bland andra:
- Elin Wägner-samlingen
- Emilia Fogelklou-samlingen
- Jeanna Oterdahl-samlingen
- Barbro Alving-samlingen
- Sonja Åkesson-samlingen

Förutom personarkiven innehåller samlingen även arkiv från svenska kvinnoföreningar. Här finns protokoll, räkenskaper och verksamhetsberättelser från bland andra:
- Kvinnliga medborgarskolan vid Fogelstad
- Internationella kvinnoförbundet för fred och frihet
- Föreningen för uppmuntrande av öm och sedlig modersvård
- Göteborgs kvinnliga diskussionsklubb

Arkiven är uppdelade i personarkiv och föreningsarkiv. Brevskrivare och adressater finns även förtecknade i ett datoriserat register. Arkivmaterialet är i första hand tillgängligt som läsesalslån för vetenskaplig forskning. Delar av materialet har digitaliserats och finns tillgängligt via Kvinnsams webbplats. Materialet finns i de sex kvinnohistoriska portalerna med olika teman. Inskannade fotografier är sökbara i Kvinnsams bilddatabas.

### Kvinnohistoriska portaler
Kvinnsam har byggt upp sex stycken kvinnohistoriska portaler som nås via webbplatsen. Alla portalerna har samma struktur och bygger på det handskriftsmaterial som finns i Kvinnsams arkiv. Mycket av materialet är från 1900-talets början.

#### De sex portalerna
- Kvinnors kamp för rösträtt – Här berättas om den organiserade kamp, som bedrevs av Landsföreningen för kvinnans politiska rösträtt. Det görs med hjälp av nyskrivna texter, gamla dokument, fotografier och annat material.
- Kvinnors kamp för kunskap – 1842 infördes allmän folkskola i Sverige, med skolplikt för både pojkar och flickor. Att kvinnor också skulle ha rätt till högre utbildning var däremot inte självklart. Nya och gamla texter, biografier, offentligt tryck och fotografier visar kvinnors väg till utbildning.
- Kvinnor i arbete – Kvinnor har alltid arbetat. Arbetet var till en början oavlönat, men efter hand har kvinnor fått tillträde till allt fler yrken. Nya och gamla texter, biografier, offentligt tryck och fotografier visar här kvinnors väg till yrkesarbete.
- Kvinnor och fred – Sedan slutet av 1800-talet har kvinnor organiserat sig i särskilda fredsföreningar, både internationellt och nationellt. Historien om kvinnors kamp för fred visas med hjälp av nyskrivna texter, gamla dokument, fotografier och annat material. Tonvikten ligger på sent 1800-tal fram till andra världskriget.
- Kärlek, makt & systerskap – Berättelsen om "andra vågens kvinnorörelse" på 1960- och 1970-talet. Kvinnoorganisationer, viktiga förmödrar, kampen för arbete och daghem, för kvinnohus och kvinnors kultur är en del av innehållet.
- Äldre svenska kvinnotidskrifter – 2009 var det 150 år sedan Tidskrift för hemmet började ges ut. Mer om den och andra äldre svenska kvinnotidskrifter från 1800-talet och runt sekelskiftet 1900 finns i portalen, som även innehåller porträtt av redaktörer och författare som var verksamma i tidskrifterna.[11]

## Föreståndare (urval)
- Linda Börjesson, 2019–[7]

## Källhänvisningar
1. 1 2  ”KvinnSams arkiv och databaser | Göteborgs universitetsbibliotek”. www.ub.gu.se. https://www.ub.gu.se/sv/hitta-material/kvinnsams-arkiv-och-databaser. Läst 14 februari 2023.
2. ↑  ”Göteborgs universitetsbibliotek: KvinnSam - nationellt bibliotek för genusforskning”. www2.ub.gu.se. http://www2.ub.gu.se/kvinn/. Läst 14 februari 2023.
3. ↑  ”KvinnSams arkiv och handskrifter”. www2.ub.gu.se. http://www2.ub.gu.se/kvinn/nyheter/brochure.xml. Läst 14 februari 2023.
4. ↑  ”KvinnSam | Göteborgs universitetsbibliotek”. www.ub.gu.se. https://www.ub.gu.se/sv/bibliotek-och-oppettider/kvinnsam. Läst 14 februari 2023.
5. ↑  ”Svenskt kvinnobiografiskt lexikon (SKBL) | Göteborgs universitet”. www.gu.se. https://www.gu.se/forskning/svenskt-kvinnobiografiskt-lexikon-skbl. Läst 20 februari 2023.
6. ↑  ”LIBRIS - sökning: db:kvin”. libris.kb.se. http://libris.kb.se/hitlist?d=libris&q=db:kvin+&f=kvin&spell=true&hist=true&p=1. Läst 14 februari 2023.
7. 1 2  Lundgren, Eva (6 januari 2019). ”KvinnSam | Göteborgs historia”. https://gamlagoteborg.se/2019/01/06/kvinnsam/. Läst 14 februari 2023.
8. ↑  Sandberg, Christin (13 februari 2023). ”Queerlit - ny databas med hbtqi-litteratur”. Fempers Nyheter. https://fempers.se/2023/2023-02-14/queerlit-ny-databas-med-hbtqi-litteratur/. Läst 14 februari 2023.
9. ↑  ”Supersök” (på engelska). gu-se-primo.hosted.exlibrisgroup.com. https://gu-se-primo.hosted.exlibrisgroup.com/primo-explore/search?sortby=rank&vid=46GUB_VU1&lang=sv_SE. Läst 14 februari 2023.
10. ↑  ”Göteborgs universitetsbibliotek: KvinnSams arkiv och handskrifter”. www2.ub.gu.se. http://www2.ub.gu.se/kvinn/handskrifter/. Läst 14 februari 2023.
11. ↑  ”Göteborgs universitetsbibliotek: Kvinnohistoriska portaler”. www2.ub.gu.se. http://www2.ub.gu.se/kvinn/portaler/. Läst 14 februari 2023.